# Trucios
Trucios (en euskera: Turtzioz) es un municipio español de la provincia de Vizcaya, en la comunidad autónoma del País Vasco. Se encuentra situado en la zona norte de Las Encartaciones. El término municipal forma un terreno fuertemente accidentado, formado en líneas generales por alineaciones montañosas que rodean el municipio. Limita al norte con Guriezo (Cantabria), al sur con el Valle de Villaverde (Cantabria), al este Castro-Urdiales (Cantabria) y Arcentales (Vizcaya) y al oeste con Rasines (Cantabria) y Carranza (Vizcaya).

## Toponimia

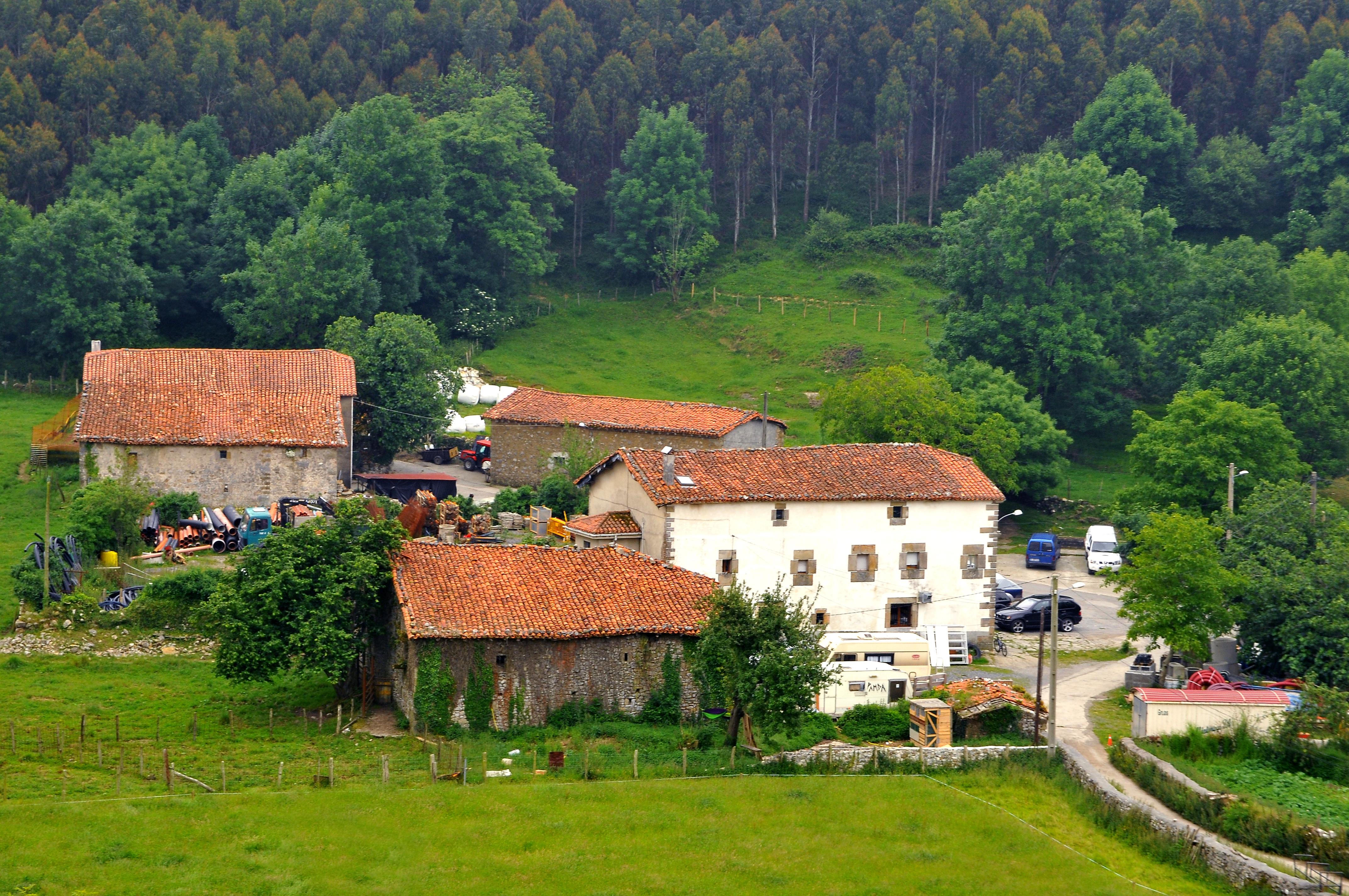
Vista de Gordón

El nombre oficial del municipio es Trucios-Turtzioz. Es una denominación bilingüe que fue adoptada por el ayuntamiento en 1996, y fue publicada por el Boletín Oficial de Vizcaya y el B.O.E. en los primeros meses de 1997. La denominación bilingüe responde al hecho de que en el País Vasco hay dos idiomas cooficiales, el castellano o español y la lengua vasca o euskera.
Trucios es el nombre anteriormente oficial y está considerado como el nombre formal de la localidad en español.
Turtzioz es el nombre propuesto por la Real Academia de la Lengua Vasca como nombre formal de la localidad en lengua vasca. Se sabe que Trucios ha sido un valle romanceado desde muy antiguo. Tradicionalmente se ha hablado una variante del cántabro o montañés, muy castellanizado en tiempos modernos. Por ello Trucios carecía de una denominación tradicional en euskera. El nombre de Turtzioz se basa en registros escritos antiguos, de una época en la que se suponía que se hablaba euskera en la zona.
Está muy extendida localmente la creencia de que el actual nombre del municipio es una deformación de la expresión vasca iturri hotz (fuente fría). Desde Iturriotz, pasando por la forma documentada Turtzioz se habría llegado al actual Trucios. La transformación radical del nombre se explicaría por el hecho de que se dejó de hablar en euskera hace muchos siglos.
En favor de esta teoría se encuentra el carácter kárstico de la zona de Trucios. No es descabellado pensar que una fuente con agua muy fría en las cercanías de la iglesia de Trucios diera nombre al municipio en el pasado. De hecho actualmente existe a escasos metros del barrio de la iglesia de Trucios un manantial de aguas muy frías del que se captan las aguas que abastecen al municipio. Este manantial ha sido bautizado modernamente con el nombre de Iturriotz.
En contra de esta teoría está su carácter especulativo. No existe ninguna prueba documental que avale que la localidad se llamó en el pasado Iturriotz. Sólo existe la prueba documental de Turtzioz que sugiere una forma intermedia entre el nombre actual e Iturriotz. No hay unanimidad en los filólogos sobre la viabilidad de una evolución Iturriotz -> Turtzioz -> Trucios. Tampoco existe coincidencia sobre si en el pasado Trucios fue efectivamente una localidad vascoparlante. Aunque existe toponimia vasca en Las Encartaciones, ésta es bastante escasa al oeste de Sopuerta y casi inexistente en Trucios. Algunos historiadores consideran que Trucios siempre ha estado fuera del ámbito lingüístico vasco, lo que invalidaría esta hipótesis. La llegada del euskera a Trucio, al igual que todo el Valle de Carranza, se puede considerar tardía, entre otras razones porque fue primeramente territorio de los autrigones, y los vascones no desplazaron de estos lugares a los autrigones hasta su conquista en el siglo V d. C. La población de esta comarca, bastante romanizada, estaría muy ligada durante siglos a otras comarcas del norte de la actual provincia de Burgos como en época autrigona, lo que permitió un mayor uso de las lenguas romances como el cántabro y el castellano frente al poco uso y desarrollo del euskera.
El gentilicio es trucense, en euskera se dice turtzioztarra.

## Geografía

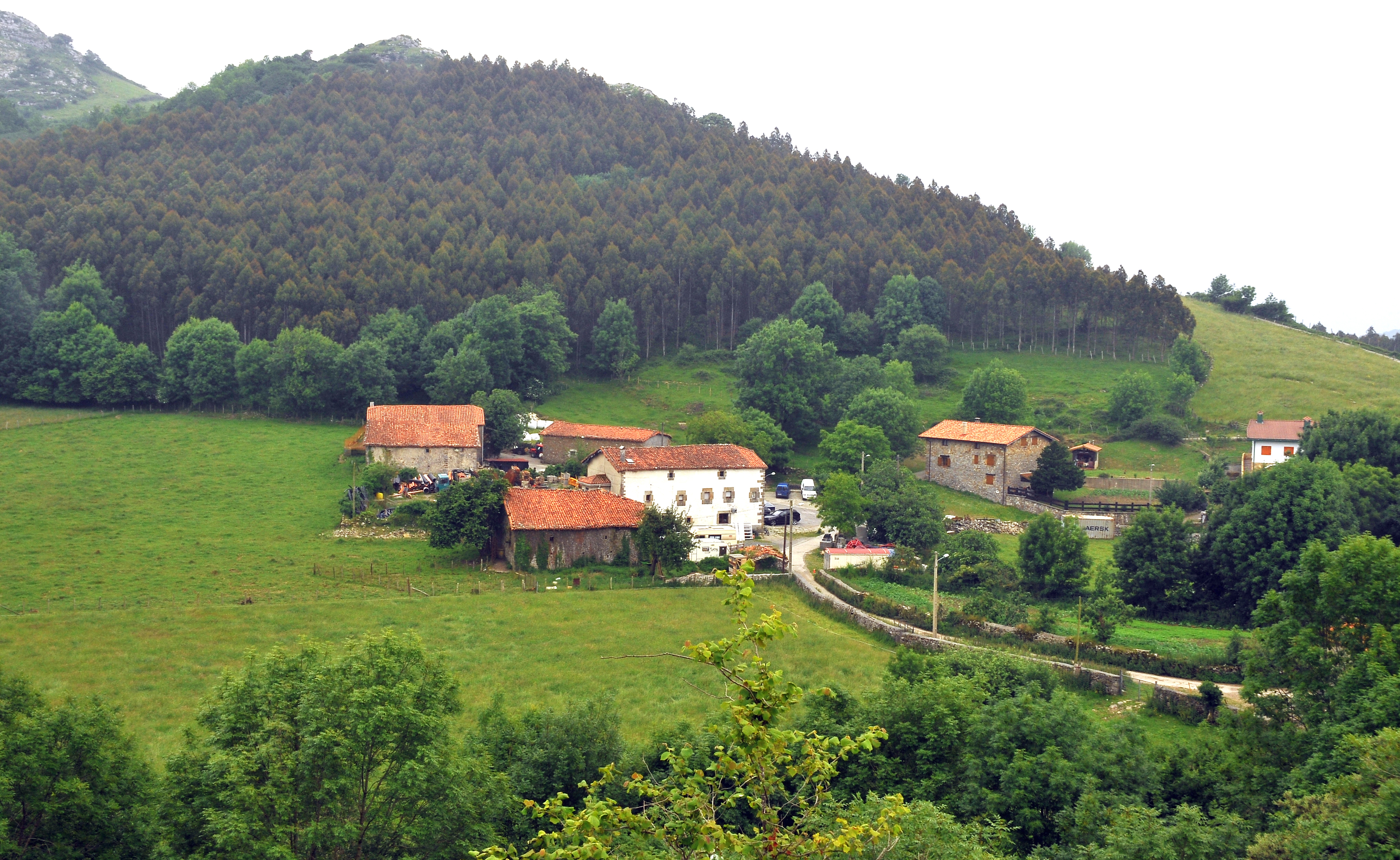
Barrio de Gordón en Trucios

El término municipal de Trucios se extiende por el valle del río Agüera, repartiendo su caserío por el fondo de la vega y por las laderas de las montañas que limitan esta pequeña cuenca. La mayor parte de la población se concentra en el fondo del valle, en la ribera derecha del río, literalmente a lo largo de una calle, obedeciendo su trazado sinuoso. Este es el barrio cabecero conocido como La Iglesia. Cuatro pequeños barrios, La Puente, Pando, Basinagre y Romaña, pueden considerarse como prolongación de este núcleo. No así los barrios de Cueto, Gordón y San Roque, a cierta altura sobre el valle, son viejos asentamientos humanos determinados desde plena Edad Media. En ellos las ermitas juegan un papel fundamental, como centro de culto antiquísimo y como espacio festivo (plazas de toros).
Trucios está poblado desde mucho antes de la Edad Media. En la prehistoria se determinan áreas de ocupación en las cotas montañosas que limitan el valle. Las cuevas de las zonas de Peñalba y Los Jorrios estuvieron pobladas desde la Edad de Bronce por gentes dedicadas al pastoreo del caballo y de la vaca, aprovechando los ricos pastos de altura que estos montes ofrecían durante gran parte del año.
Posee una gran riqueza paisajística (gracias a la cual se ha creado el parque natural de Armañón en los municipios de Trucios y Carranza). Posee también un coto de pesca para trucha así como rutas de montaña para senderismo y bicicleta. Su situación es relativamente cercana a Bilbao, así como a las playas cántabras de Oriñón, Laredo y Castro-Urdiales.
Trucios es así mismo un importante punto de encuentro para todas aquellas actividades vinculadas al sector agro-ganadero por sus ferias de ganado, alimentación, etc.

## Demografía
Trucios cuenta con una población de 515 habitantes (INE 2024).
| Gráfica de evolución demográfica de Trucios entre 1842 y 2021 |
| |
| Población de derecho según los censos de población del INE Población de hecho según los censos de población del INEEn estos censos se denominaba Trucios: 1842, 1857, 1860, 1877, 1887, 1897, 1900, 1910, 1920, 1930, 1940, 1950, 1960, 1970, 1981 y 1991 |

## Administración y política

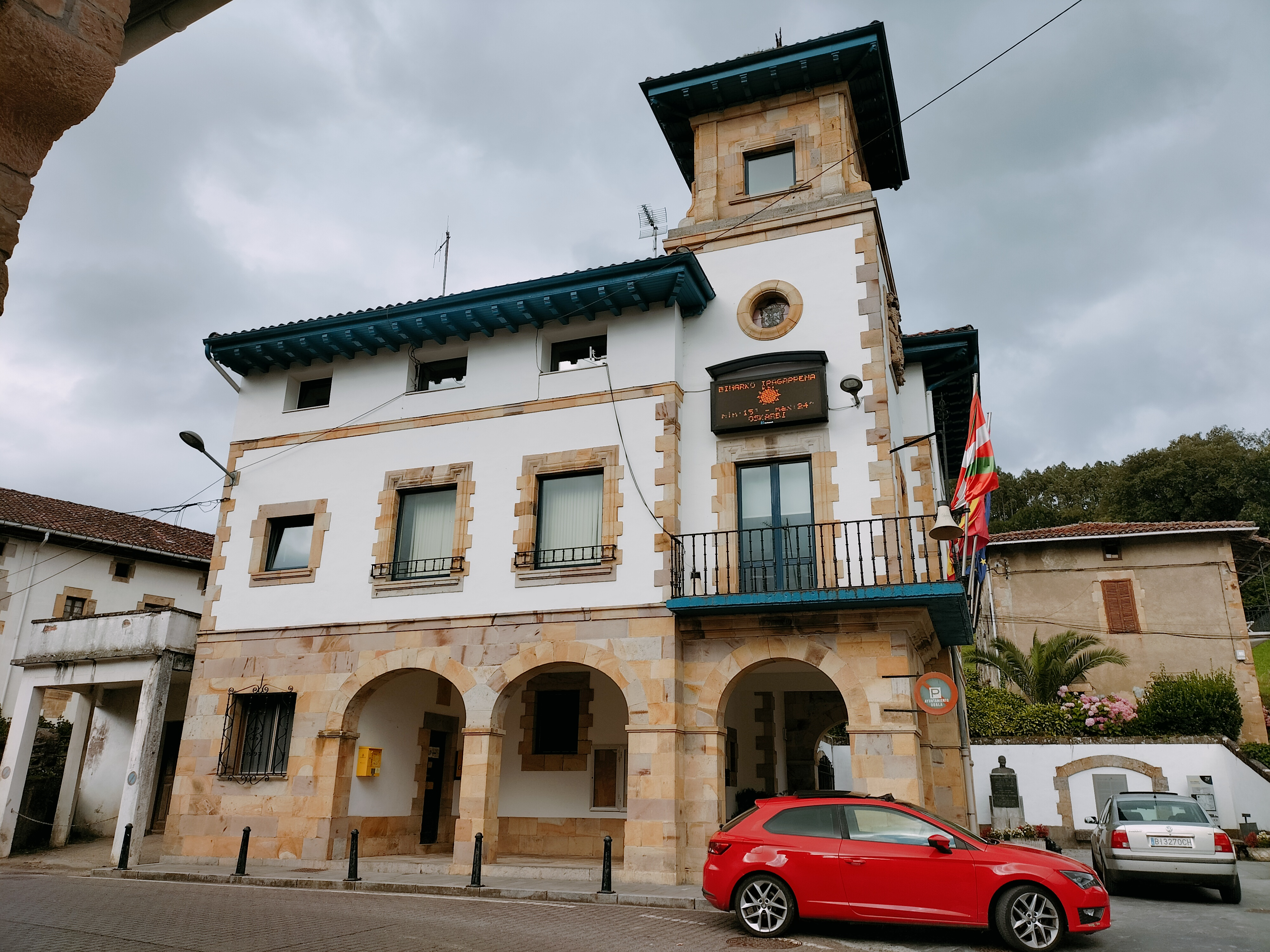
Ayuntamiento de Trucios

| Periodo   | Nombre                            | Partido | Partido                                                      |
| --------- | --------------------------------- | ------- | ------------------------------------------------------------ |
| 1979-1983 | Ramón Otaola                      |         | Euzko Alderdi Jeltzalea-Partido Nacionalista Vasco (EAJ-PNV) |
| 1983-1987 | Benigno Garay Fernández           |         | Euzko Alderdi Jeltzalea-Partido Nacionalista Vasco (EAJ-PNV) |
| 1987-1995 | Jesús María Palacio Vitoria       |         | Grupo Independiente (GI)                                     |
| 1995-2003 | Juan Ignacio Hernandorena Calante |         | Eusko Alkartasuna (EA)                                       |
| 2003-2011 | Juan José Llano Llaguno           |         | Euzko Alderdi Jeltzalea-Partido Nacionalista Vasco (EAJ-PNV) |
| 2011-act. | José Manuel Coterón Fernández     |         | Euzko Alderdi Jeltzalea-Partido Nacionalista Vasco (EAJ-PNV) |

| Partido político                                              | 2023  | 2023       | 2019  | 2019       | 2015  | 2015       | 2011  | 2011       | 2007  | 2007       | 2003  | 2003       | 1999  | 1999       | 1995  | 1995       | 1991  | 1991       |
| Partido político                                              | %     | Concejales | %     | Concejales | %     | Concejales | %     | Concejales | %     | Concejales | %     | Concejales | %     | Concejales | %     | Concejales | %     | Concejales |
| Euzko Alderdi Jeltzalea-Partido Nacionalista Vasco (EAJ-PNV)  | 66,21 | 5          | 58,18 | 5          | 68,33 | 5          | 51,07 | 4          | 57,73 | 4          | 57,04 | 4          | 39,06 | 3          | 44,62 | 3          | 30,96 | 2          |
| Euskal Herria Bildu (EH Bildu)-Bildu                          | 30,49 | 2          | 11,16 | 0          | 29,17 | 2          | 17,23 | 1          | —     | —          | —     | —          | —     | —          | —     | —          | —     | —          |
| Partido Socialista de Euskadi-Euskadiko Ezkerra (PSE-EE PSOE) | 1,64  | 0          | 0,77  | 0          | 1,11  | 0          | 1,21  | 0          | 1,45  | 0          | 0,73  | 0          | 1,03  | 0          | 4,03  | 0          | 0,00  | 0          |
| Partido Popular del País Vasco (PP)                           | 0,82  | 0          | 0,51  | 0          | 0,83  | 0          | 0,73  | 0          | 0,24  | 0          | 2,43  | 0          | 2,34  | 0          | —     | —          | —     | —          |
| Turtzioz Bai (TB)                                             | —     | —          | 28,83 | 2          | —     | —          | 28,16 | 2          | 40,34 | 3          | —     | —          | —     | —          | —     | —          | —     | —          |
| Eusko Alkartasuna (EA)                                        | —     | —          | —     | —          | —     | —          | —     | —          | —     | —          | 39,08 | 3          | 56,77 | 4          | 48,39 | 4          | 12,69 | 1          |
| Grupo Independiente (GI)                                      | —     | —          | —     | —          | —     | —          | —     | —          | —     | —          | —     | —          | —     | —          | —     | —          | 55,08 | 4          |

## Cultura

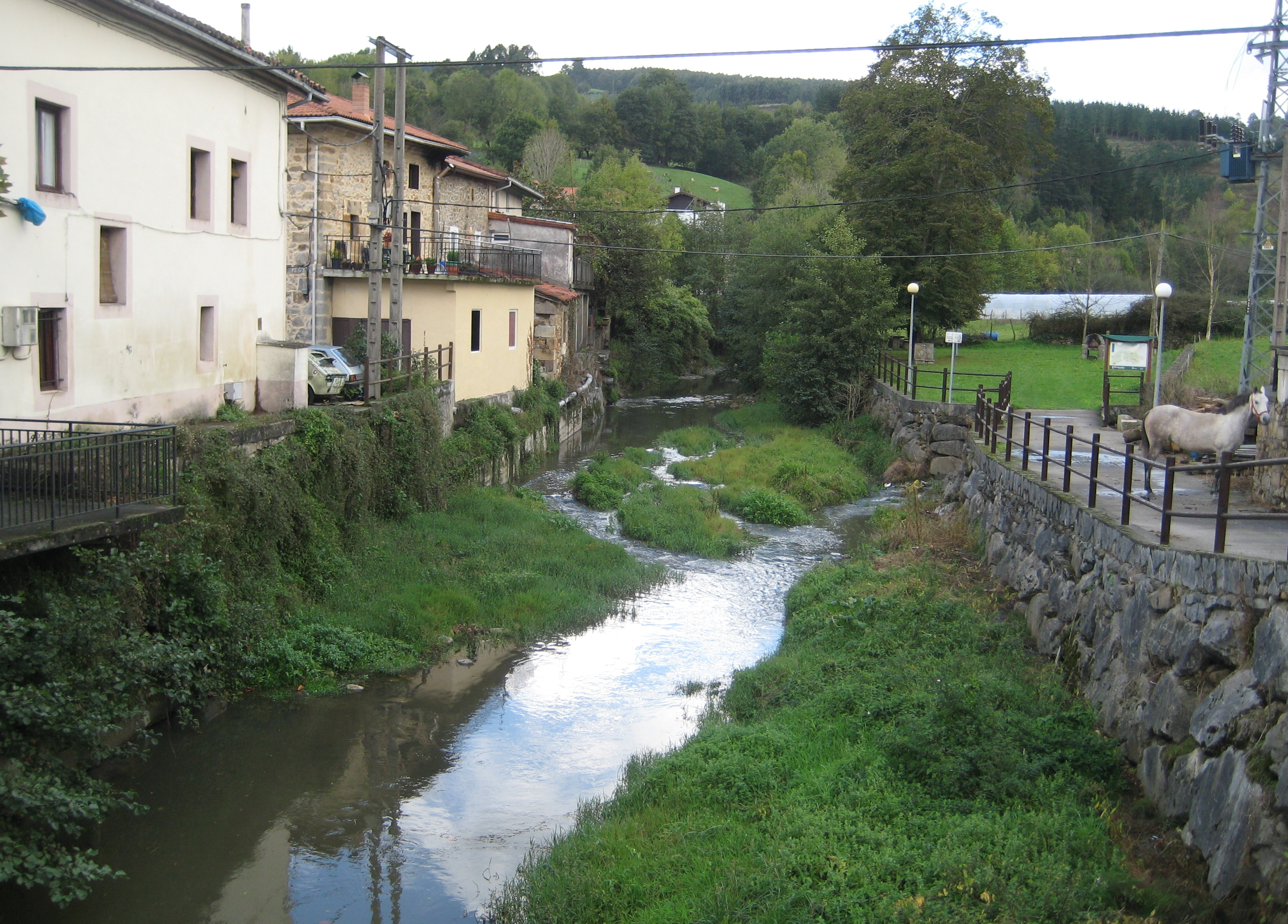
El río Agüera en el barrio de la Iglesia

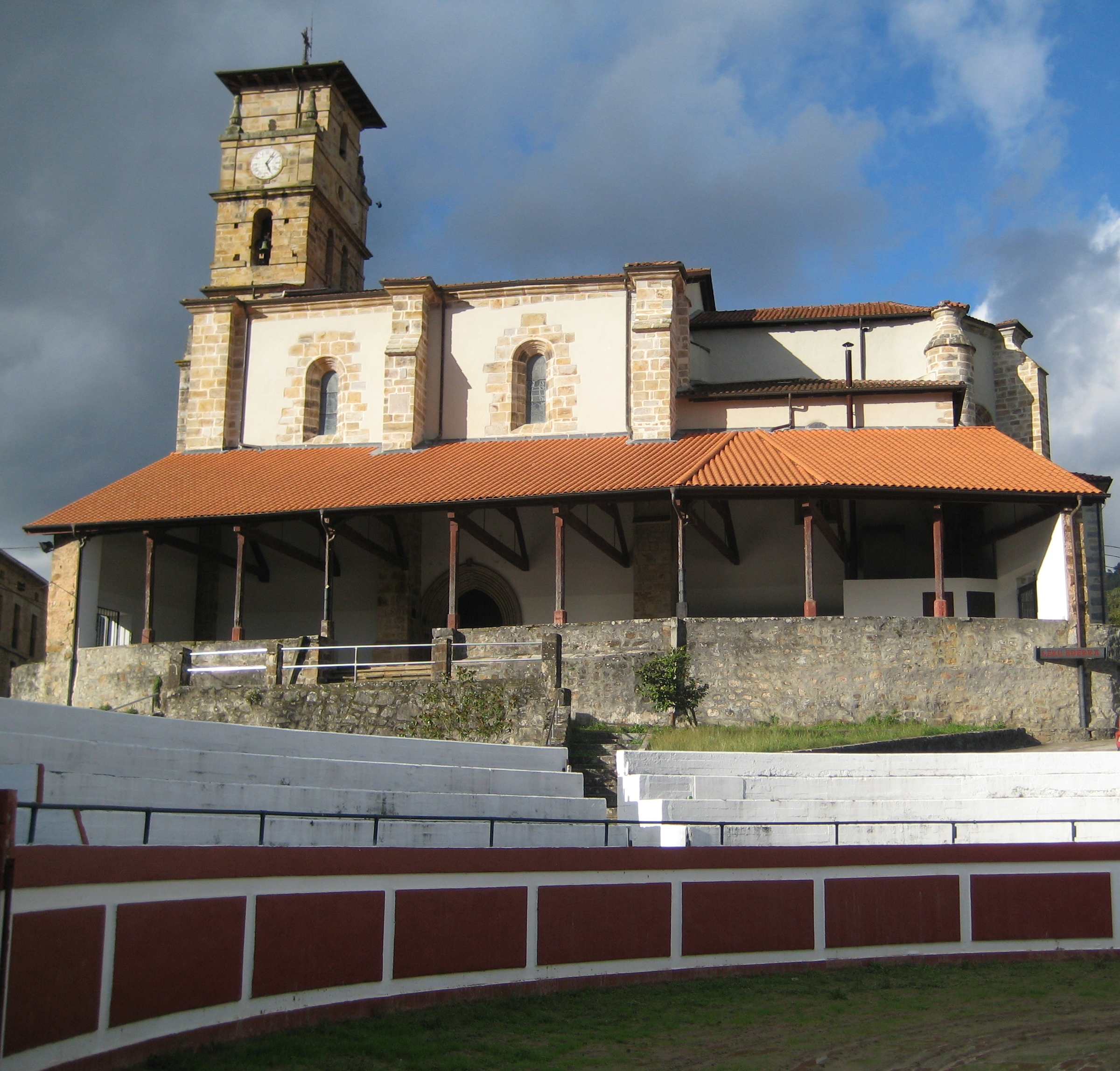
Iglesia de San Pedro de Romaña

### Patrimonio
Barrio de la Iglesia
- Iglesia parroquial de San Pedro de Romaña (siglo XVI)
- Palacio de la Puente (siglo XVIII)
- Antiguo convento
- Palacio de Tueros (siglo XVII)
- Palacio de Llaguno (siglo XVII)

Barrio de La Puente
- Torre de La Puente (siglo XVI)
- Ermita del Santo Cristo de la Puente (siglo XVII)
- Palacio de Villafuerte (siglo XVIII)

Barrio de Pando
- Torre de Pando (siglo XV)

Barrio de Cueto
- Palacio de Machín (siglo XVII)
- Casa de Tueros (siglo XVII)
- Ermita de la Caridad (siglo XVII)

Barrio de Romaña
- Casa de Arteaga Barón (siglo XVII)

Barrio de Gordón
- Ermita de la Trinidad

Barrio de Basinagre
- Torre de Basinagre

Barrio de San Roque
- Ermita de San Roque (siglo XVIII)

### Fiestas
A lo largo del año se celebran diferentes festividades en todo el municipio, además de en las diferentes pedanías y barrios:
- Feria Pottoka: se celebra el 1 de mayo.
- Fiesta de La Trinidad: se celebran el 5 de junio en el barrio de Gordón. Se celebran novilladas y sueltas de vaquillas en la plaza de toros de la ermita de La Trinidad.
- Fiestas de San Pedro de Romaña: son las fiestas patronales, se celebran el 29 de junio en honor a San Pedro Apóstol. Se celebran novilladas y sueltas de vaquillas en la plaza de toros de San Pedro de Romaña, situada junto a la iglesia parroquial.
- Fiestas de La Caridad: se celebran el 2 de julio en el barrio de Cueto. Se celebran novilladas y sueltas de vaquillas en la plaza de toros de la ermita de La Caridad.
- Festividad del Cristo: se celebra el 6 de agosto en el barrio de La Puente.
- Fiestas de San Roque: son las fiestas más importantes. Se celebran del 15 al 19 de agosto. Cada día se realizan actos diferentes
  - Día 15: Nuestra Señora: chupinazo y pregón de fiestas.
  - Día 16: San Roque: romería en las campas de la ermita de San Roque y tradicional concurso de disfraces.
  - Día 17: San Roquillo: día dedicado a los txikis.
  - Día 18: El Perro: tradicional becerrada en la plaza de toros de Trucios situada junto a la ermita de San Roque.
  - Día 19: La Calabaza: famoso baile de la calabaza, en el cual son las chicas las que piden baile a los chicos.

- Feria del queso, gazta eguna: Se celebra el 1 de noviembre, día de Todos los Santos.

En Trucios al igual que otros municipios de las Encartaciones y de la parte occidental de Vizcaya, hay gran tradición taurina desde el siglo XVI. Al igual que en Orduña, Orozco, Sopuerta, el Valle de Carranza, Valmaseda, entre otros, se celebran novilladas o corridas de toros en las fiestas patronales. En Trucios hay 4 plazas de toros, se sitúan junto a las iglesias y ermitas de los diferentes barrios, ya que siempre han estado vinculadas a las celebraciones religiosas.